# Казурино
Новинка — деревня в Гдовском районе Псковской области России. Входит в состав Спицинской волости Гдовского района.
Расположена в 1 км от побережья Чудского озера, у восточных окраин волостного центра Спицино, в 25 км к югу от Гдова.

## Население
Численность населения деревни на 2000 год составляла 16 человек.